# Bœuf (animal)
Pour les articles homonymes, voir bœuf.
Pour un article plus général, voir Bos taurus.
 (novembre 2012).
Si vous disposez d'ouvrages ou d'articles de référence ou si vous connaissez des sites web de qualité traitant du thème abordé ici, merci de compléter l'article en donnant les références utiles à sa vérifiabilité et en les liant à la section « Notes et références ».

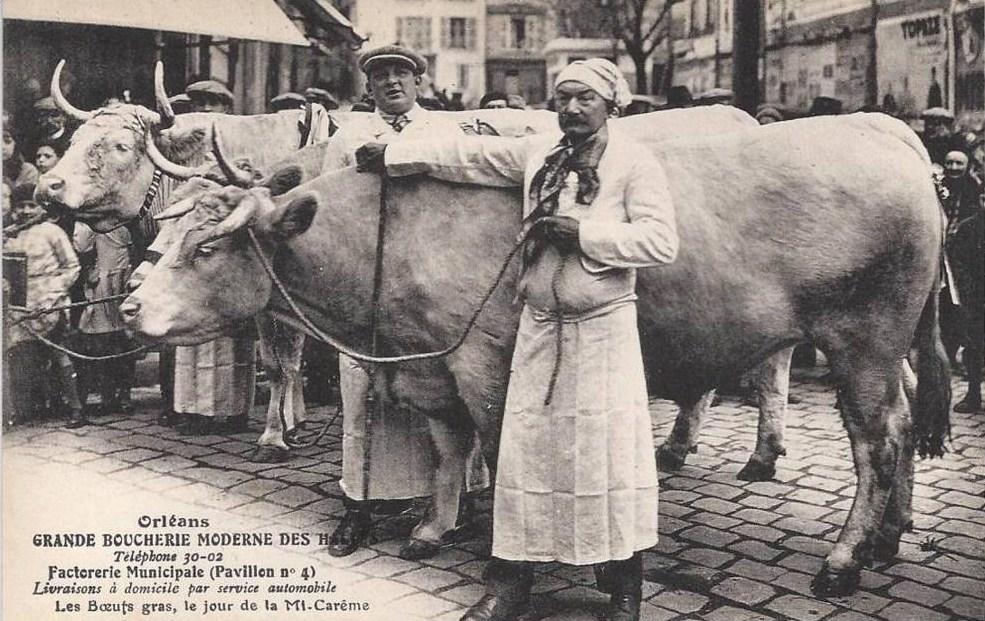
Présentations de trois bœufs gras vers 1930

Un bœuf est un taureau castré, plus précisément un bovin (Bos taurus) domestique mâle ayant subi une castration dans le cadre de son élevage. Devenus plus calmes, ces animaux sont principalement destinés à la production d'animaux robustes destinés à la traction bovine ou à la production de viande bovine. Cette pratique devient moins fréquente en Occident, mais c'était par le passé la principale viande, d'où le nom générique de « viande de bœuf », ou plus simplement « bœuf », encore employé couramment pour désigner toutes sortes de viandes bovines dans le langage courant.

## Histoire
La domestication de l'espèce Bos taurus, et plus particulièrement des bœufs, est certaine au Ve millénaire avant notre ère bien que les dernières études[Lesquelles ?] semblent la situer au VIIe millénaire. Adapté aux conditions du bas-pays mésopotamien, cet animal put servir au portage et à la traction (son aptitude au portage ayant vraisemblablement été utilisée avant l'invention de la roue) et semble avoir joué un rôle non négligeable dès le IIIe millénaire. Il faut toutefois prendre en considération sa faible vitesse de déplacement (3,6 km/h).
Dans le Nord de la France, jusqu'à la seconde moitié du XXe, les veaux sont séparés dès la naissance de leur mère, pour maintenir la production laitière. La plupart des mâles sont abattus avant l'âge d'un mois ou bien élevés en bœufs après avoir été castrés.
Cette pratique de la castration a quasiment disparu d'Europe occidentale depuis 1950 environ. Elle ne s'est jamais pratiquée dans le monde musulman, sauf en période coloniale.
La castration des veaux pour obtenir des bouvillons élevés pour la viande est encore pratiquée dans le monde, par exemple au Canada.

## Utilisation
Les taureaux et taurillons sont naturellement disposés à un comportement agressif, qui peut émerger même s'ils ont été domestiqués dès leur naissance. Ils représentent un danger accru en particulier lorsqu'ils sont très habitués à l'homme et habituellement très calmes, car cela pousse les éleveurs à la négligence ou à sous-estimer les avertissements émanant de l'animal avant une attaque. La castration vise à arrêter la production de testostérone, ce qui influe significativement sur son comportement et sa conformation. Un bœuf exprime une morphologie plus féminine et un comportement plus docile, en particulier en présence de femelles ou lorsqu'il travaille. 
La castration permet aussi de retirer l'animal du patrimoine génétique du troupeau, tout en conservant l'animal pour l'engraisser ou le travail, afin que seuls les reproducteurs mâles sélectionnés fécondent les femelles.
L’absence de testostérone réduit le développement musculaire par rapport à un mâle non castré. L'animal perd généralement du poids pendant une courte période suivant la castration, avant de croitre à nouveau, mais avec des gains de poids toujours inférieurs à ceux d'un mâle non castré. Le bœuf tend davantage à faire du gras, ce qui facilite la finition avant abattage pour obtenir une viande à la chair marbrée (petites striures de gras visibles à la découpe).

### Techniques de castration
Les castrations sanglantes pouvaient être réalisées sur animal debout, avec une étreinte du cou provoquant une sorte d'hypoxie à effet anesthésiant.
Parmi les castrations non sanglantes, la dernière en vogue était la pince de Burdizzo. Il s'agissait d'écraser le cordon testiculaire par deux pressions parallèles dans la partie supérieure des bourses, sans que la bête ne souffre[réf. nécessaire].

### Traction bovine
Les bœufs sont utilisés comme animaux de trait. Ils sont dociles et développent une importante puissance de traction tout en étant résistants à l’effort.

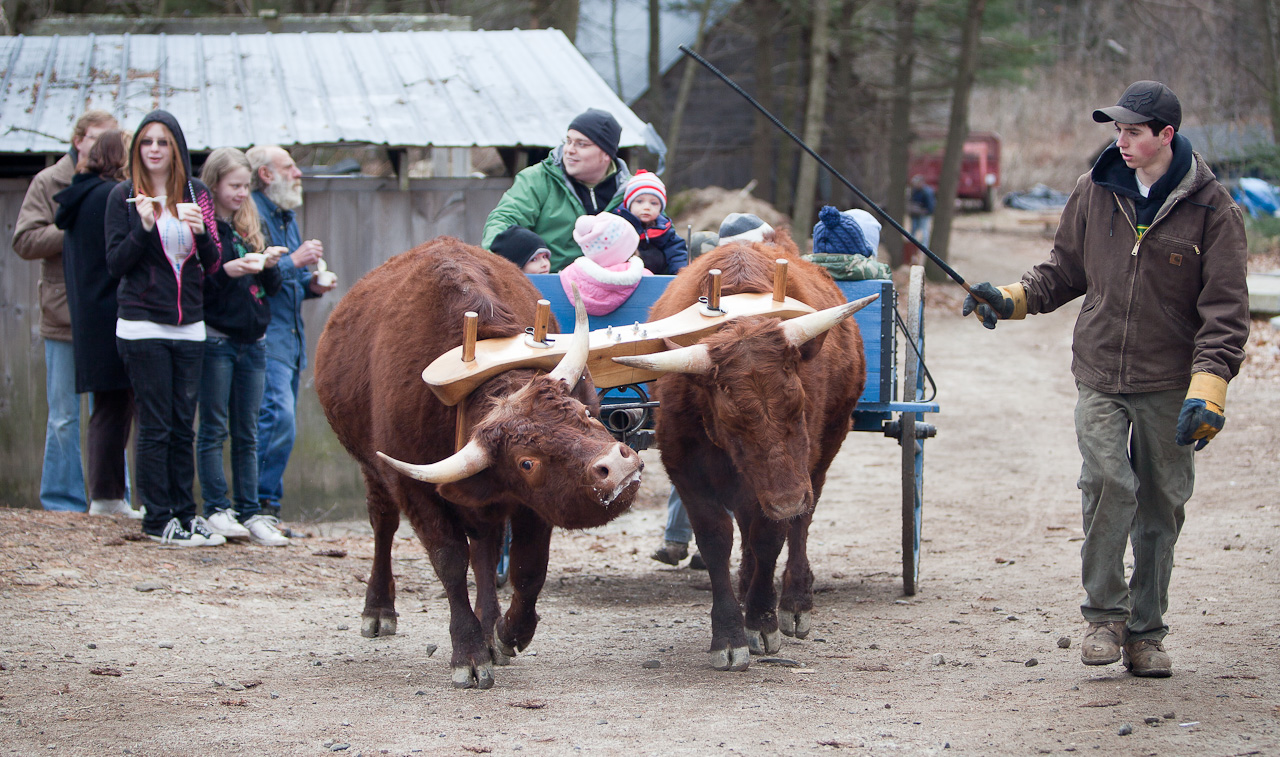
Traction de charrette.
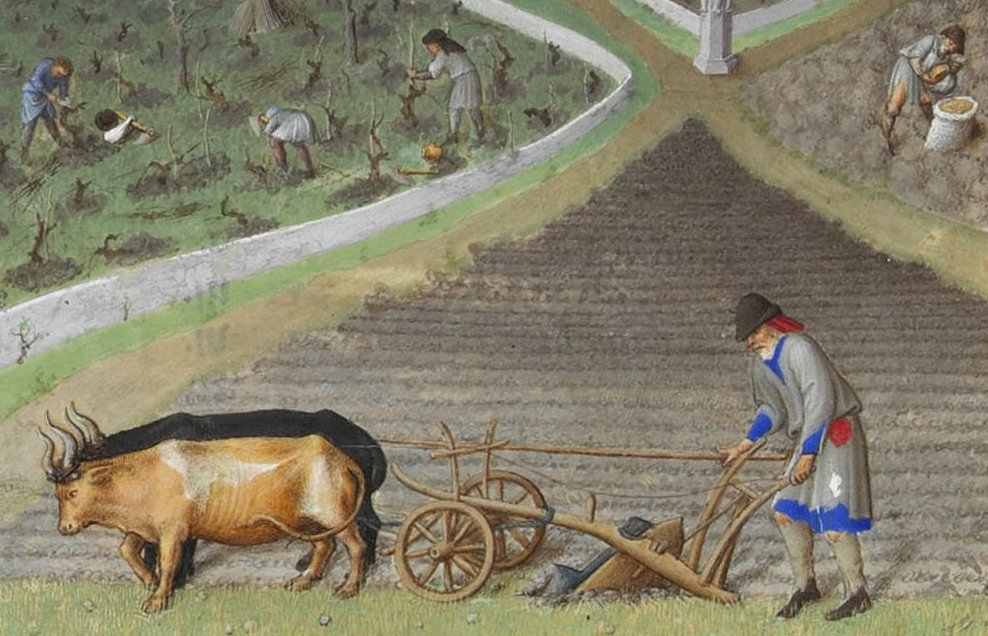
Traction de la charrue pour les labours.
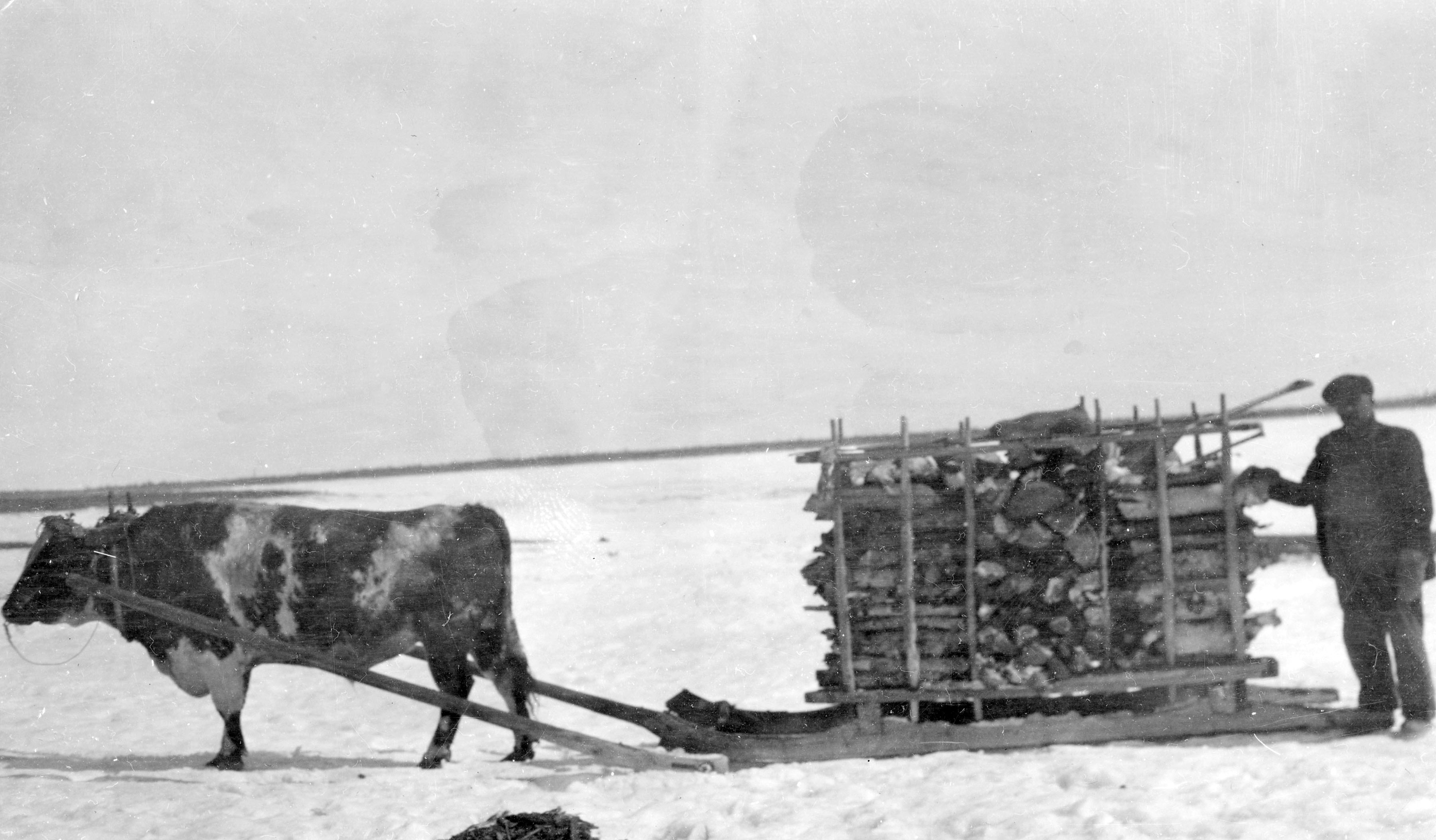
Traction de traîneau.
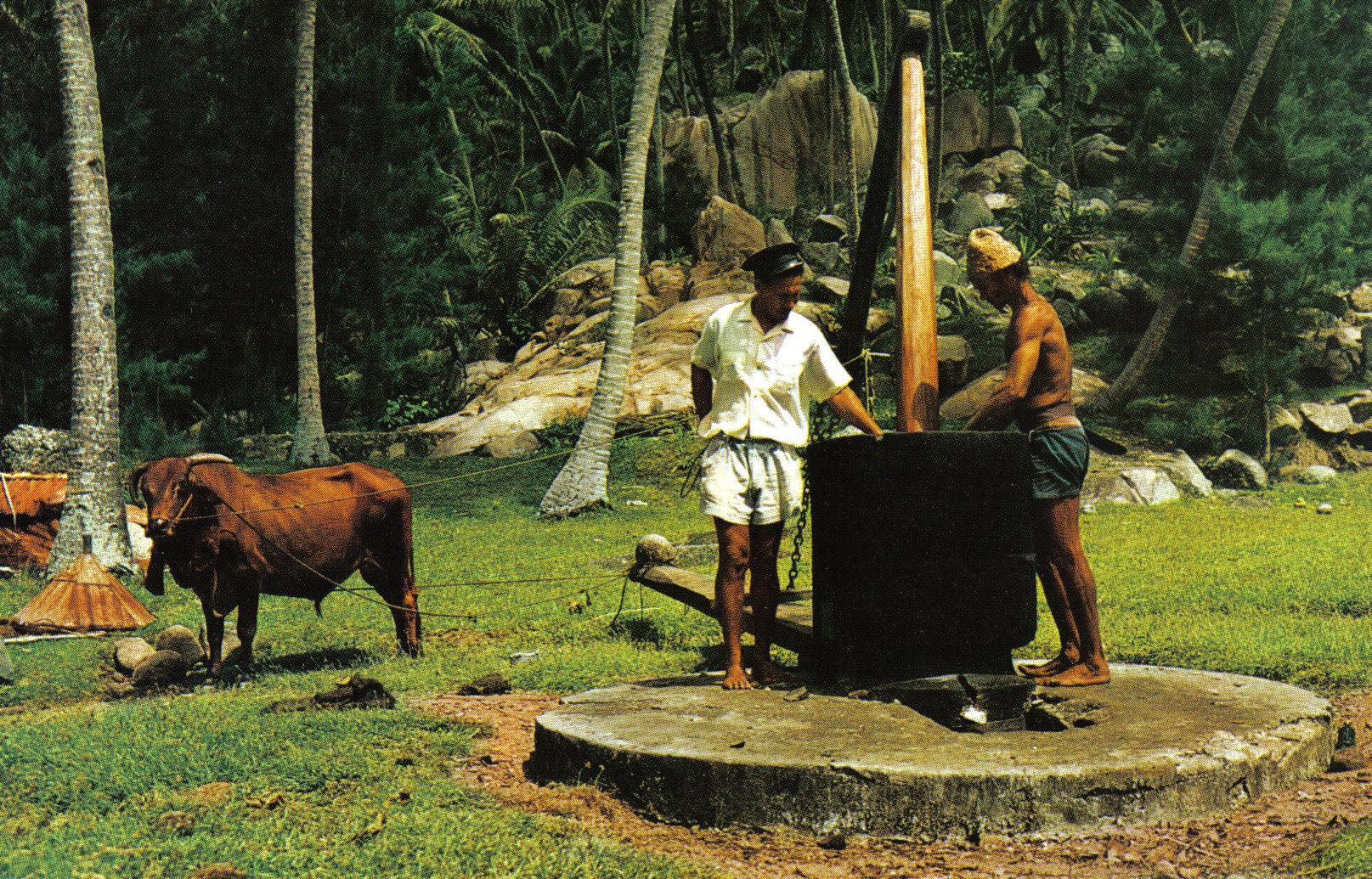
Moulin à huile utilisant la traction bovine.

## Gastronomie

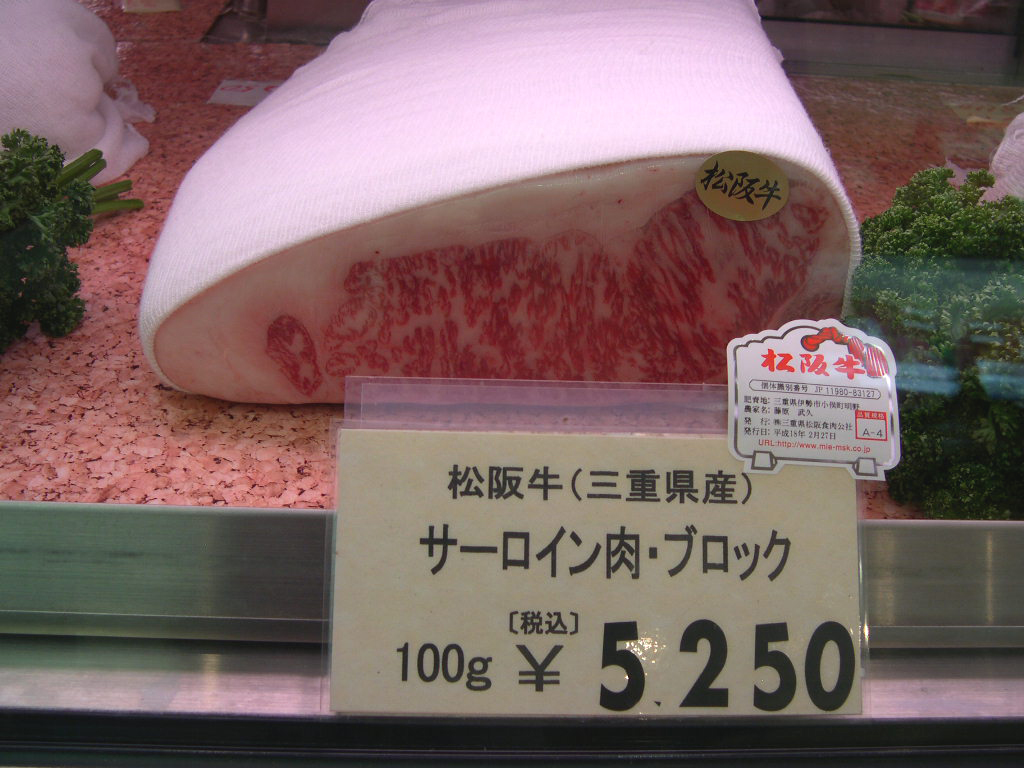
Pièce de viande de bœuf de type Wagyu en vente au Japon

Les agriculteurs japonais, notamment dans le cadre de la production de viande de bœuf de Kobe ou de Hida-Takayama, sont renommés pour leurs bœufs de race Wagyu. Castrés, engraissés, massés et abreuvés de bière ils livrent une viande persillée à l'extrême que l'on ne trouve que dans ce pays.

## Culture populaire

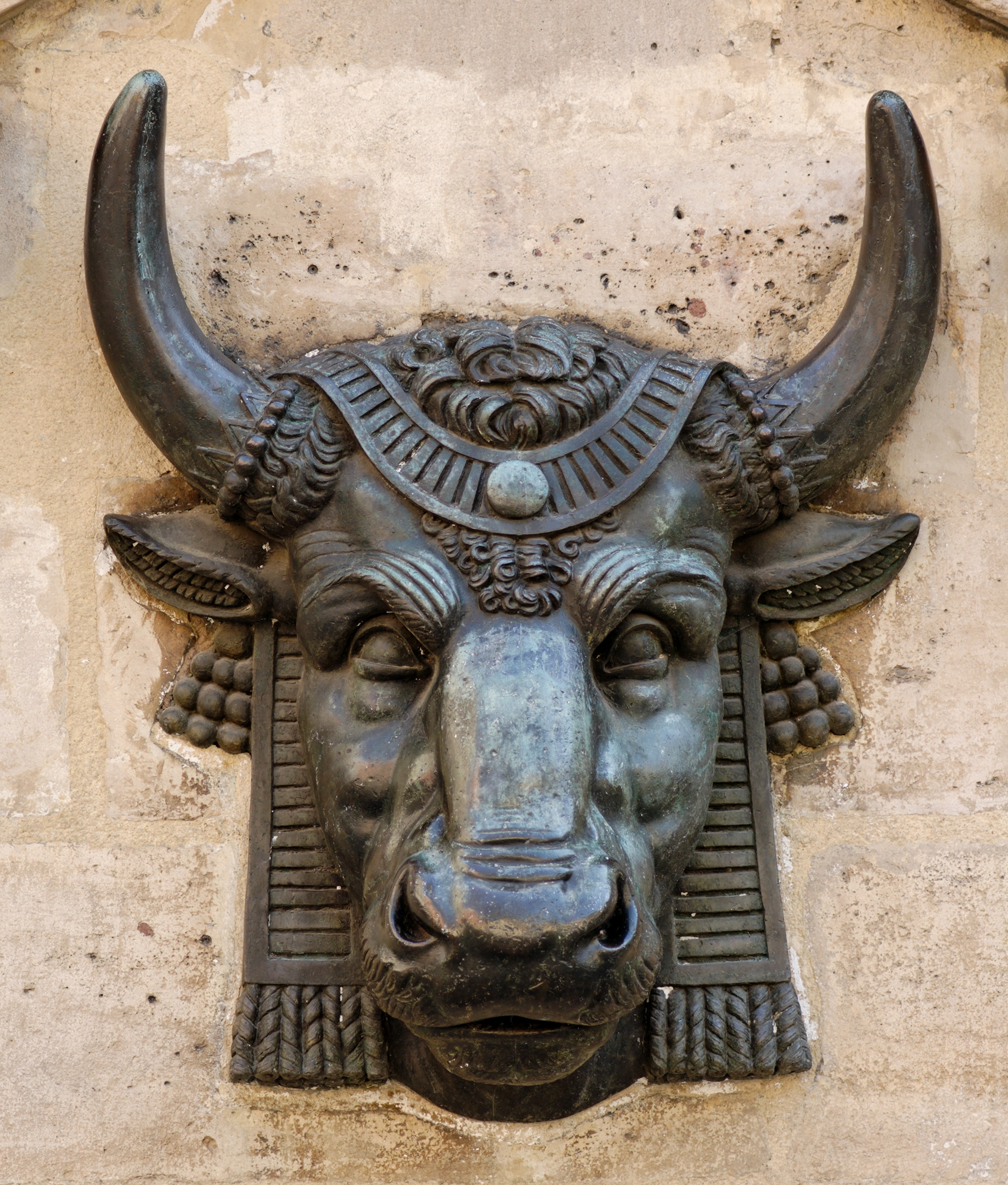
Tête de bœuf, bronze, bouche de fontaine du marché des Blancs-Manteaux de Paris (8, rue des Hospitalières-Saint-Gervais), par Edme Gaulle (Français, 1762-1841), 1819. H. 19 cm (7 ¼ in.)

Le « Bœuf gras » est la figure centrale de plusieurs fêtes carnavalesques comme la Promenade du Bœuf Gras au Carnaval de Paris ou le Géant-Bœuf du Carnaval de Paris.